# Хрватско-славонска војна крајина
Хрватско-славонска војна крајина је била погранична војно-управна област у саставу Војне крајине, са командним седиштем у Загребу. Пружала се дуж река Уне и Саве, штитећи границе Аустријског царства, односно Аустроугарске монархије према Османском царству. Настала је у периоду од 1848. до 1850. године, постепеним обједињавањем Хрватске војне крајине и Славонске војне крајине. Делила се на крајишке регименте. Постојала је до 1873. године, када је развојачена и укинута, а на њеној територији успостављена је привремена земаљска управа развојачене Крајине.

## Историја
Све до 1848. године, две суседне војне крајине, проширена Хрватска (са командом у Загребу) и нова Славонска (са првобитном командом у Осјеку), биле су одвојене у управном и командном смислу. Након избијања револуције у пролеће поменуте године, бечки двор је донео одлуку да хрватско-славонском бану Јосипу Јелачићу повери војну команду над обе крајине. Тиме је отпочео процес њиховог командног, а потом и управног обједињавања, које је формализовано 1850. године, стварањем јединствене Хрватско-славонске војне крајине, која се делила на десет регименти, а то су биле: Личка, Оточка, Огулинска, Слуњска, Глинска, Петрињска, Крижевачка, Ђурђевачка, Градишка и Бродска. За разлику од њих, Петроварадинска регимента није потпала под команду у Загребу, већ и укључена у састав проширене Банатско-српске војне крајине.
Управа у новоствореним крајинама уређена је царским патентом од 7. маја 1850. године, којим је проглашено ступање на снагу новог крајишког статута.
На подручју Хрватско-славонске крајине владала је строга војна управа, тако да је локално становништво било лишено многих права која су већ у то време била признавана становништву у суседним областима под цивилном управом. Тим поводом се јавила тежња за развојачењем, што су потом искористили сталежи суседне Краљевине Хрватске и Славоније, који су 1861. године на заседању Хрватско-славонског сабора у Загребу успели да се изборе за право да на саборско заседање буду позвани и заступници крајишког становништва. Незадовољни војном управом, многи крајишки заступници су се сагласили са политиком која је тежила не само ка развојачењу, већ и прикључењу крајишких области Краљевини Хрватској и Славонији. Увидевши опасност за опстанак војне крајине, бечки двор је распустио крајишке заступнике, а потом и сабор у целини, чиме је питање о развојачењу одложено.
Тек током 1869. године, отпочео је процес етапног развојачења војно-крајишких области. Прво су 1871. године развојачене најсеверније регименте, Крижевачка и Ђурђевачка, након чега је њихова територија прикључена Краљевини Хрватској и Славонији. Исте године, у састав Хрватско-славонске војне крајине укључена је Петроварадинска регимента.
Током 1873. године спроведено је развојачење свих преосталих регименти у саставу Хрватско-славонске војне крајине, али те области нису одмах прикључене Краљевини Хрватској и Славонији, већ су добиле посебну земаљску управу, подељену на шест крајишких окружја, која су чинила развојачену Крајину. Тек 1881. године, сва окружја развојачене Крајине прикључена су Краљевини Хрватској и Славонији. У оквирима проширене Краљевине, прикључена крајишка окружја наставила су да постоје све до 1886. годинне, када је жупанијско уређење протегнуто и на те просторе.

## Срби у Хрватско-славонској крајини
Већи део становништва на подручју Хрватско-славонске војне крајине чинили су Срби, који су вековима служили као крајишници, односно граничари. У оквирима српског етничког корпуса на тим просторима, највећи део су чинили православни Срби, док су мањи део чинили Срби католици (како римокатолици, тако и гркокатолици). Православни Срби су били под јурисдикцијом Српске патријаршије у Сремским Карловцима, док су католички Срби били потчињени римокатоличким и гркокатоличким бискупима, који су спроводили политику хрватизације крајишког становништва. Том процесу временом је подлегао знатан део католичких Срба на тим просторима. Међу тамошњим српским народним првацима дуго нису постојале јасне политичке концепције о будућности крајишких простора, тако да се у прво време (1861) знатан део опредељивао за политику развојачења и прикључења суседној Краљевини Хрватској и Славонији. Тек накнадно, након 1869. године, део крајишких првака је почео да разматра питање о земаљској самоуправи будуће развојачене Крајине, али те идеје нису добиле на замаху, нити су знатније утицале на доношење коначних статусних решења, о којима су одлучивале политичке елите у Бечу, Будимпешти и Загребу.